# Perezia pedicularidifolia
Perezia pedicularidifolia (estrella de los Andes) es una especie de planta herbácea de la familia de las asteráceas.

## Descripción
Es una planta perenne que alcanza un tamaño de unos 30 cm de altura. Sus hojas son compuestas, de 3 a 10 cm de longitud, de contorno lanceolado con borde aserrado. Las flores son celestes o azules, hermafroditas y poseen la forma de una estrella.

## Taxonomía
Perezia pedicularifolia fue descrita por Christian Friedrich Lessing y publicado en Synopsis Generum Compositarum 410. 1832.
Sinonimia
- Clarionea comosa Phil.
- Clarionea humilis Phil.
- Clarionea laciniata Phil.
- Clarionea parvifolia Phil.
- Clarionea pedicularifolia (Less.) DC.
- Clarionea variabilis Phil.
- Clarionea volckmannii Phil.
- Homoianthus variabilis Phil.
- Perezia laciniata (Phil.) Reiche
- Perezia laciniata var. comosa (Phil.) Reiche
- Perezia pedicularidifolia var. humilis (Phil.) Reiche
- Perezia pedicularidifolia var. parvifolia (Phil.) Reiche
- Perezia variabilis (Phil.) Reiche[2]